# Dallara GP2/08
La Dallara GP2/08 è una vettura sportiva, monoposto, a ruote scoperte. È l'unica vettura  ammessa, dal 2008 al 2010, nel campionato della GP2 Series. Rappresenta la seconda generazione di vetture, pensata dal costruttore italiano, per questo campionato.